# Earache Records
Earache Records er et heavy metalorienteret pladeselskab med beliggenhed i Nottingham, Storbritannien og New York, USA. Det hjalp med at pionere ekstrem musik ved at udgive mange af de tidligste grindcore- og death metal-albums i perioden 1988-1992.

## Historie
Earache Records blev stiftet i de sene 1980'er af Digby "Dig" Pearson. I 1985 før adopteringen af navnet "Earache Records" udgav Pearson sammen med Kalv fra Heresy, "Anglican Scrape Attic" (en 7" flexi), hvilket var en samling af tidlig hardcore punk og crossover bands (som Hirax, Lipcream, Sacrilege og Concrete Sox). Den første officielle Earache udgivelse var bandets The Accüsed's Return of Martha Splatterhead i 1987 som udkom på LP-plade. Pladeselskabet første store udgivelse var Napalm Death's Scum LP.

## Bemærkelsesværdige bands (forrige og nuværende)
- Adema
- Akercocke
- At the Gates
- The Berzerker
- Bolt Thrower
- Brutal Truth
- Carcass
- Cathedral
- Concrete Sox
- Coalesce
- Cult of Luna
- Decapitated
- December Wolves
- Deicide
- Dub War
- Entombed
- Ewigkeit
- Extreme Noise Terror
- Fudge Tunnel
- Godflesh
- Hate Eternal
- Heresy
- Insision
- Lawnmower Deth
- Massacre
- Misery Loves Co.
- Morbid Angel
- Mortiis
- Municipal Waste
- Naked City
- Napalm Death
- OLD
- Pitchshifter
- Scorn
- Sore Throat
- Sleep
- Terrorizer
- Ultraviolence
- Usurper
- Vader

## Links
http://www.earache.com/ Arkiveret 14. september 2008 hos  Wayback Machine